# Fight!!
Fight!! ist eine Manga-Serie von Pink Aomata aus den Jahren 1992 bis 1994. Die Shōjo-Serie handelt von einem Oberschüler, der die Welt mit seinem magischen Schwert vor Dämonen beschützt. Sie ist in die Genres Action und Fantasy einzuordnen und wurde 1993 als Original Video Animation adaptiert. 

## Inhalt
Der Oberschüler Yōnosuke Hikura (日座 陽之助) muss der Tradition seiner Familie folgend die Erde vor Dämonen beschützen. Dafür ist er mit dem magischen Schwert Chitentai (地天泰) ausgestattet und die Hohepriester sandten ihm Tsukinojo Inbe (月之丞) als Beschützerin. Mit der Hilfe beider bekämpft er die Dämonen und schickt sie zurück in die Erdwelt, aus der sie entflohen sind, und beschützt das Gleichgewicht zwischen Himmel und Erde.

## Veröffentlichung
Der von Pink Aomata geschaffene Manga erschien von 1992 bis 1994 im Magazin Wings bei Shinshokan in Japan. Die Kapitel kamen auch gesammelt in drei Bänden heraus. 2006 wurde eine Neuauflage in Form von zwei Bunkobon herausgegeben. 
Eine englische Übersetzung wurde 2012 von der Plattform JManga online veröffentlicht. 2013 stellte die Seite ihren Betrieb ein.

## Anime-Adaption
Bei J.C.Staff entstand 1993 eine Anime-Adaption des Mangas. Regie führte Akira Koson, der auch das Drehbuch schrieb. Das Charakterdesign entwarf Kenichi Ōnuki und die verantwortlichen Produzenten waren Kenji Kume und Michihisa Abe. Die Musik komponierte Taikai Hayakawa und der Abspann wurde unterlegt mit dem Lied Boku no Soba ni Dare ka Iru (僕のそばに誰かいる) von Yuko Kawai.
Der 45 Minuten lange Film wurde als Original Video Animation am 18. Juni 1993 durch Pony Canyon direkt auf VHS und Laserdisk veröffentlicht. Ab dem 1. Januar 2000 kam der Film unter dem Titel Fight!! Spirit of the Sword in den USA in die Kinos, Verleih und Vertrieb lagen bei AnimeWorks und Media Blasters. Diese auf 30 Minuten gekürzte amerikanische Fassung erschien am 20. Juni 2000 in Kanada und den USA auch auf VHS und DVD.

### Synchronisation
| Rolle           | japanischer Sprecher (Seiyū) |
| --------------- | ---------------------------- |
| Yōnosuke Hikura | Takeshi Kusao                |
| Tsukinojo Inbe  | Megumi Hayashibara           |
| junger Yōnosuke | Chie Satō                    |
| Yōnosukes Vater | Shin’ya Ōtaki                |
| Alter Mann      | Ikuo Nishikawa               |

## Rezeption
Die Anime Encyclopedia schreibt, der Anime sei inhaltlich vergleichbar mit Devil Hunter Yohko, im Unterschied dazu aber enttäuschend direkt erzählt.